# تولید اولیه

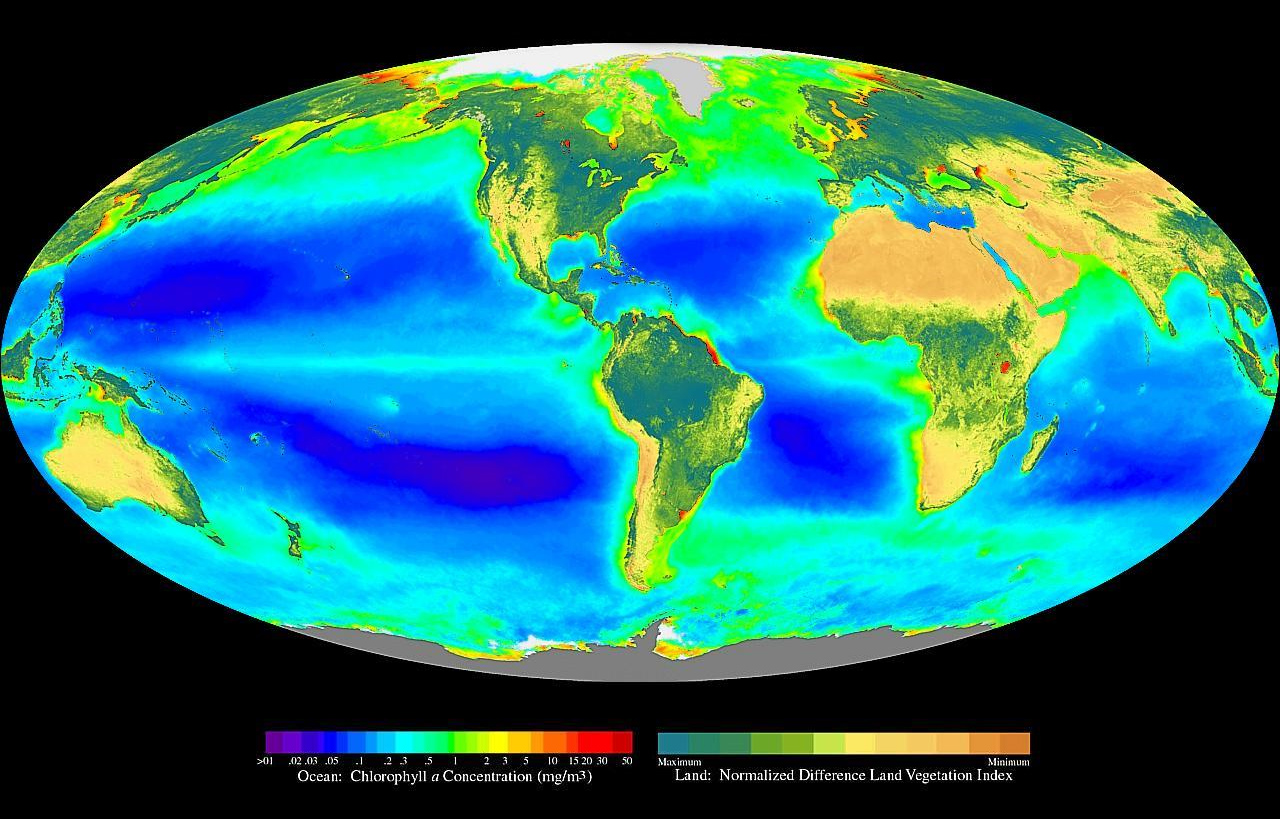
فراوانی فوتواتوتروف جهانی اقیانوسی و زمینی، از سپتامبر ۱۹۹۷ تا اوت ۲۰۰۰. به عنوان fvH,vnd از زیستتوده اتوتروف، تنها یک شاخص تقریبی از پتانسیل تولید اولیه است، و نه یک برآورد واقعی از آن. ارائه شده توسط پروژه SeaWiFS، ناسا / مرکز پرواز فضایی گودارد و ORBIMAGE.

در بوم‌شناسی، تولید اولیه (به انگلیسی: Primary production) سنتز ترکیبات آلی از دی‌اکسید کربن اتمسفر یا آبی است. این عمدتاً از طریق فرایند فتوسنتز رخ می‌دهد، که از نور به عنوان منبع انرژی استفاده می‌کند، اما همچنین از طریق سنتز شیمیایی، که از اکسیداسیون یا کاهش ترکیبات شیمیایی معدنی به عنوان منبع انرژی خود استفاده می‌کند، رخ می‌دهد. تقریباً تمام حیات روی زمین به‌طور مستقیم یا غیرمستقیم به تولید اولیه متکی است. ارگانیسم‌های مسئول تولید اولیه به عنوان تولیدکنندگان اولیه یا اتوتروف شناخته می‌شوند و پایه زنجیره غذایی را تشکیل می‌دهند. در مناطق بوم‌گردی خشکی، اینها عمدتاً گیاهان هستند، در حالی که در مناطق بوم‌گردی آبی جلبک‌ها نقش غالب را دارند. بوم‌شناسان تولید اولیه را به صورت خالص یا ناخالص تشخیص می‌دهند، اولی زیان فرآیندهایی مانند تنفس سلولی را نیز دربردارد ولی، دومی نه.